# Aline et Valcour
Aline e Valcour (do francês Aline et Valcour) ou romance filosófico, romance epistolar do Marquês de Sade, o primeiro publicado. Escrito entre 1785 e 1788 durante o seu longo encarceramento na Bastilha e publicado em 1793, após a sua libertação.

## Bibliografia

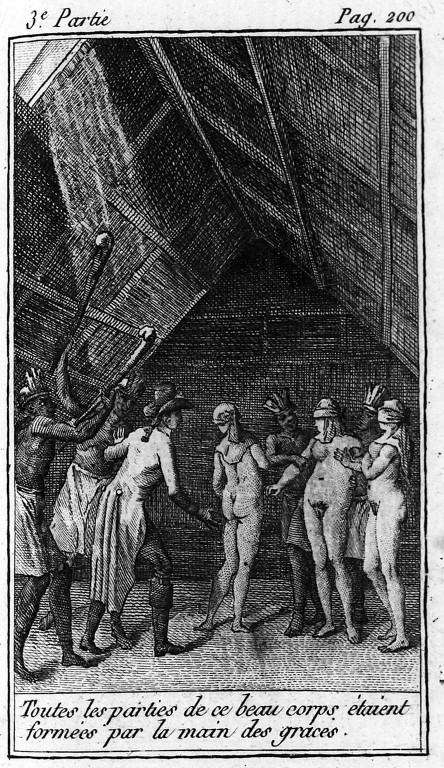
Sainville em Butua reino imaginário.
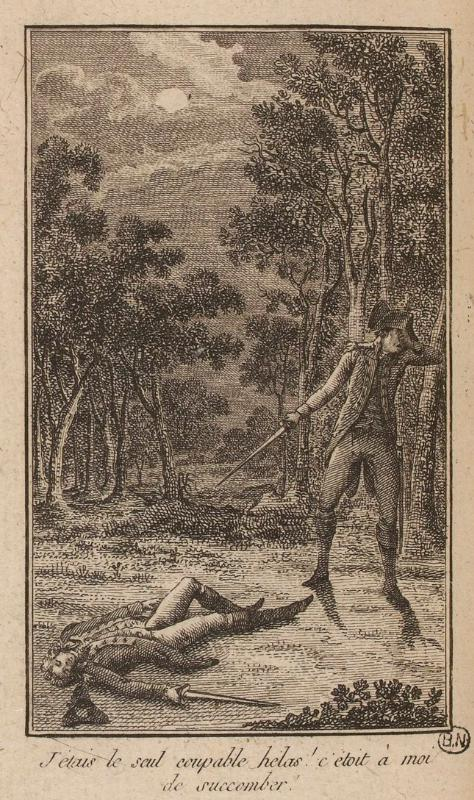
Volume I, pirmera parte.
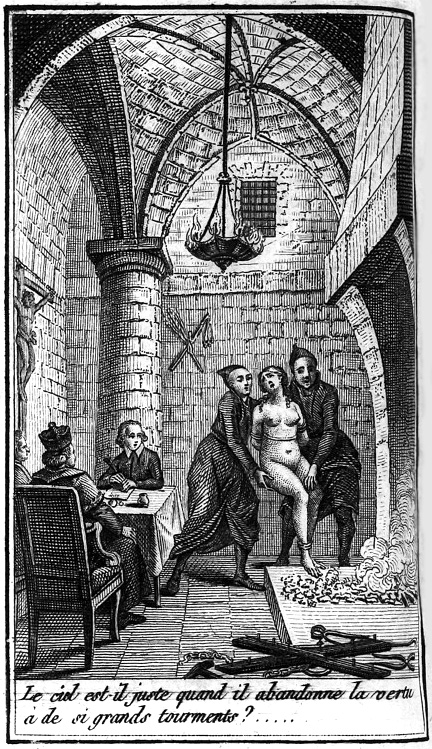
Leonore antes da Inquisição espanhola.